# Smažená rýže

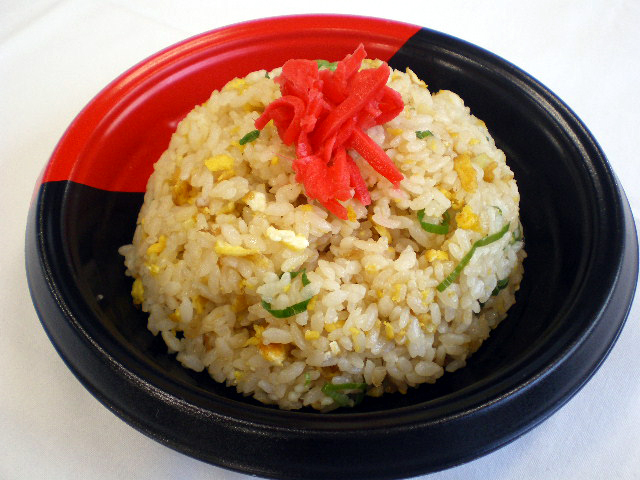
Smažená rýže, japonská varianta Chāhan

Smažená rýže je pokrm oblíbený zejména v Asii, tvořený vařenou rýží, která byla po uvaření smažena na pánvi a je obvykle smíchána s jinými přísadami, jako jsou vejce, zelenina, mořské plody nebo maso. Nezřídka slouží také jako příloha. Smažená rýže je populární součástí východní, jihovýchodní a jihoasijské kuchyně. Má velmi blízko ke smaženým nudlím nebo pyttipanně. Smažená rýže má mnoho druhů, podle složení přísad. V Číně patří k nejznámějším typům smažená rýže Jang-čou (krevety, vejce, vepřové maso) a smažená rýže Hokkien (hustá omáčka, houby, maso, zelenina). V Japonsku je populární variace známá jako čáhan, jejíž součástí je kacuobuši, tedy sušený, uzený a fermentovaný tuňák. V Koreji zase verze zvaná bokkeum-bap, s gimgaru (vločkami z mořských řas) a sezamovým olejem, často užívaná jako „zákusek“ po hlavním jídle.
V jihovýchodní Asii jsou nejpopulárnější varianty malajská a indonéská nasi goreng (liší se hlavně kořením: sladká sojová omáčka, sambal, akar a krupuk) a thajská khao phat (používá jasmínovou rýži, doplněnou okurkou, omáčkou z thajského čili, rybí omáčkou a česnekem, v některých podvariantách i kokosem a ananasem). V Asii se některé restaurace na smaženou rýži vyloženě specializují a nabízejí mnoho jejích druhů. V Evropě a USA si řada asijských, vegetariánských nebo muslimských restaurací vyvinula vlastní variantu smažené rýže založené na kombinaci se smaženými vejci (podobně jako u smažených nudlí). V Indonésii je smažená rýže typicky prodávána pouličními prodejci s malým vozíkem.